# Rolando Colla
Pour les articles homonymes, voir Colla.
Rolando Colla est un scénariste et réalisateur de cinéma italo-suisse, né en 1957 à Schaffhouse.

## Biographie
Né à Schaffhouse de parents italiens immigrés, Rolando Colla obtient la citoyenneté suisse en 1977. Diplômé de la Faculté des Lettres de l'Université de Zurich, il commence sa carrière dans le cinéma très jeune, en étant, à partir de 1983, comédien et scénariste dans des films réalisés par son frère jumeau Fernando Colla.

## Filmographie
- 1998 : Le Monde à l'envers
- 2002 : Oltre il confine[1]
- 2007 : L'Autre moitié[2]
- 2011 : Jeux d'été (Giochi d'estate)
- 2016 : Sept Jours (Sette giorni)
- 2023 : Out of Uganda (documentaire)

## Récompenses et distinctions
- 2003 : Prix du Ministre-président de la Sarre au Festival Max Ophüls de Sarrebruck[3] pour Oltre il confine